# برونو گلدامر
برونو گلدامر (انگلیسی: Bruno Goldammer; ۱۲ نوامبر ۱۹۰۴ – 1968 or 1969 (aged 63–65)) بازیکن فوتبال بود.